# Soller (Vettweiß)
Soller ist ein Ortsteil der Gemeinde Vettweiß im Kreis Düren, Nordrhein-Westfalen.

## Geographie
Soller liegt im Nordwesten des Gemeindegebietes in der Zülpicher Börde und grenzt an Stockheim und Drove (Gemeinde Kreuzau), Frangenheim und Vettweiß. Am Ort liegt ein 700 Hektar großes Heidegebiet, welches bis vor Jahren als standortnaher Truppenübungsplatz für die Kaserne in Düren genutzt wurde. Durch die Sperrung für die Bevölkerung konnte sich das Gebiet zu einem der wertvollsten Heidegebiete in NRW entwickeln, der heutigen Drover Heide.

## Geschichte
Die Geschichtsforschung leitet den Ortsnamen aus dem Althochdeutschen solari „flaches Dach“ ab. Schon zu den Zeiten der Römer und der Franken war Soller Siedlungsgebiet, wie man durch Bodenfunde feststellen konnte. Soller wurde zum ersten Mal im Jahr 989 in einer Schenkungsurkunde an die Kirche Groß St. Martin zu Köln erwähnt. Der Name des Ortes findet sich als Solrin (989), Svllere (989), Aecclesias in Sollere (1032), Sullere (1085), villa Solre (1191), Solre (1401), Sullere (1489), Soller (1554).

### Der Matronenstein
1850 wurde in der Gemarkung „Dinsel“ ein fränkisches Grab aus der Zeit um 600 bis 700 n. Chr. entdeckt. In der Steinsetzung dieser Grabanlage fand sich ein Matronenstein aus den ersten nachchristlichen Jahrhunderten, der nach seiner Inschrift der gallo-römischen Muttergottheit (Matronae) Textumeihae geweiht war:

„Textume[is]/T(itus) Modest[i]/us Crispin[us]/Turbo l(ibens) [m(erito)].“

„Den (Matronen) Textumeihae (gewidmet) von Titus Modesti/Modestus Crispinus Turbo, der sein Gelübde gerne und verdienstvoll erfüllt hat.“

Der Name Matronae Textumeihae kann übersetzt werden mit „Die Göttinnen der Südleute“,
oder auch „Die Glückverheißenden“. In der nahen Ortschaft Boich sowie in Floisdorf (Mechernich) wurden zwei weitere Weihesteine für sie gefunden.

### Die römische Wasserleitung
Bei Bauarbeiten wurde 1981 eine römische Wasserleitung aus dem 2. Jahrhundert entdeckt, die aus dem Quellgebiet des Ellebaches in die umliegenden Orte und nach Soller selbst führte. Der römische Töpfer Verecundus betrieb in Soller eine Großtöpferei, wo auch die Teile für die Wasserleitung hergestellt wurden. Seine Töpferwaren wurden von Soller bis nach Großbritannien exportiert („Verecundusware“).

### Neugliederungen
Im Jahre 1932 kam Soller von der Bürgermeisterei Drove zum Amt Vettweiß. Am 1. Juli 1969 wurde der Ort nach Vettweiß eingemeindet.

## Infrastruktur
Das Bauerndorf ist heute auch Wohnstätte für Beschäftigte in den benachbarten Industrieregionen geworden. Landwirtschaft wird nur noch auf einigen Höfen betrieben. Einige kleine Gewerbebetriebe befinden sich im Ort.

### Verkehr
Der Ort wurde früher von einer wichtigen Römerstraße berührt, die als Abzweig der Hauptstraße Köln-Trier von Mechernich in Richtung Jülich führte. Mitten durch den Ort verlief die Bundesstraße 56 von Düren nach Zülpich, bis 2019 eine Ortsumgehung eröffnet wurde.

### Personennahverkehr
Busse des Rurtalbus binden den Ort an den öffentlichen Personennahverkehr über die AVV-Linien 290 und 291 an. Bis zum 31. Dezember 2019 wurde der Busverkehr vom BVR Busverkehr Rheinland erbracht.
| Linie | Verlauf |
| ----- | --- |
| 290   | Düren Bf/ZOB – StadtCenter – Kaiserplatz – Stockheim – Soller – Frangenheim – Froitzheim (– Zülpich Frankengraben – Zülpich Bf)                  |
| 291   | Düren Bf/ZOB – StadtCenter – Kaiserplatz – Stockheim – Soller – Frangenheim – Froitzheim – Ginnick – Embken – (Muldenau ←) Wollersheim – Vlatten |

## Burg Soller
Südlich von Soller, im Wolfsgraben, etwa 60 Meter vom Haus, Im Juhl 21, lag eine abgegangene Turmhügelburg (Motte). Der Graben um die Motte, wurde einst vom Wasser aus dem Quellgebiet des Wolfsgrabens gespeist. Unter der von Jean Joseph Tranchot durchgeführten Topographischen Aufnahme der Rheinlande, zwischen 1801 und 1828, ist dort noch ein quadratischer Graben eingezeichnet. Wie aus der Vogelperspektive erkennbar, war der hölzerne Wehrturm so ausgerichtet, dass jede Ecke des Turms in eine der vier Himmelsrichtungen zeigte. Die gleiche Ausrichtung zeigt sich auch an anderen Motten, wie der bei Haus Hocherbach, der Motte Binnesburg bei Horm und am Haus Gronau bei Straß. Die Entstehung solcher Turmhügelburgen ist auf die Wikingerüberfälle gegen Ende des 9. Jahrhunderts im Rheinland zurückzuführen.
Am 2. Oktober 1424, machte der Dürener Schöffe, Gerard von Solre, an die Karmeliten zu Düren eine Schenkung.

## Kirche, Grotte
Die St.-Gangolfus-Kirche mit ihrem weithin sichtbaren, schlanken Kirchturm stammt in ihren ältesten Teilen aus dem 11. Jahrhundert. Direkt neben der Kirche befindet sich die 1895 erbaute Lourdes-Grotte, die in der Septemberoktav viele Pilger anzieht.

## Mönchhof
Im Weisthum zu Soller aus der Zeit von Herzog Wilhelm von Jülich-Geldern (1393–1402), wird neben den sieben Schöffen im Kirchspiel zu Soller, der Mönchhof als moynchhove zu Solre bzw. moynchhoff erwähnt. Die heutige Straße Am Mönchhof, ist noch ein Hinweis auf diesen früheren Hof.

## Vereine
In Soller gibt es den SV Soller, die Tanzgarde Solleras, eine Löschgruppe der Freiwilligen Feuerwehr Vettweiß mit Jugendfeuerwehr und einem Förderverein für die Löschgruppe Soller, die Musikkapelle Soller, eine Interessengemeinschaft der Ortsvereine, die Luftsportgemeinschaft Gertrudenhof e. V. und den Gartenbauverein.

## Persönlichkeiten
- Franz Jakob Scheuffgen (1842–1907), katholischer Priester, Pädagoge und Domherr im Bistum Trier
- Erhard Cramer (* 1967), Mathematiker und Hochschullehrer